# Shijing Jiang
Shijing Jiang (kinesiska: 石井江) är ett vattendrag i Kina. Det ligger i provinsen Fujian, i den sydöstra delen av landet, omkring 180 kilometer sydväst om provinshuvudstaden Fuzhou.
Genomsnittlig årsnederbörd är 1 457 millimeter. Den regnigaste månaden är maj, med i genomsnitt 254 mm nederbörd, och den torraste är oktober, med 8 mm nederbörd.